# Estación Giovanni Gronchi
La Estación Giovanni Gronchi es una estación de la Línea 5-Lila del metro de la ciudad brasileña de São Paulo.
Fue inaugurada el 20 de octubre del 2002, siendo una de las seis estaciones de esta Línea que se encuentra en expansión hasta la estación Chácara Klabin de la Línea 2-Verde.
Está ubicada en la Avenida João Dias, y se conecta con la Terminal João Dias, de la SPTrans.

## Características
Estación elevada, en curva, con entrepiso de distribución al nivel de la pasarela que conecta con la Terminal João Dias, plataformas laterales en estructura mixta de concreto y metálica, con techado de estructura metálica en forma de pórtico elíptica y tejas de aluminio tipo sándwich. Posee accesos para discapacitados físicos e integración con Terminal de Ómnibus urbanos.
Circulación vertical compuesta de 12 escaleras mecánicas, 6 escaleras fijas y 2 ascensores.
Capacidad de hasta 3.897 pasajeros/hora/pico (máximo en 2010).
Área construida de 4.684,89 m².

## Tabla
| Sigla | Estación         | Inauguración           | Capacidad                 | Integración              | Plataformas | Posición | Comentarios                                  |
| ----- | ---------------- | ---------------------- | ------------------------- | ------------------------ | ----------- | -------- | -------------------------------------------- |
| GGR   | Giovanni Gronchi | 20 de octubre del 2002 | 5 mil pasajeros hora/pico | Bilhete Único de SPTrans | Laterales   | Elevada  | Estación con estructura de concreto aparente |